# Bad Kreuzen
Bad Kreuzen je městys v Rakousku ve spolkové zemi Horní Rakousy v okrese Perg. Žije zde přibližně 2 300 obyvatel.

## Geografie

### Geografická poloha
Bad Kreuzen se nachází ve spolkové zemi Horní Rakousy v regionu Mühlviertel. Rozloha území městyse činí 39,9 km², z nichž přibližně 29% pokrývá les.

### Části obce
Území městyse Bad Kreuzen zahrnuje 18 sídel:
- Bad Kreuzen
- Innernstein
- Klaus
- Kollroßdorf
- Kühweid
- Lehen
- Mitterdörfl
- Neuaigen
- Oberdörfl
- Obereisendorf
- Oberkalmberg
- Panholz
- Schönfichten
- Thomastal
- Unterdörfl
- Untergaisberg
- Wetzelstein
- Würzenberg

### Sousední obce
- na severu: St. Thomas am Blasenstein, Pabneukirchen, Dimbach
- na východě: Waldhausen im Strudengau, St. Nikola an der Donau
- na jihu: Grein, Saxen, Klam
- na západě: Münzbach

## Kultura a památky

### Stavby
- Hrad Kreuzen
- Farní kostel sv. Víta v Bad Kreuzen

## Galerie

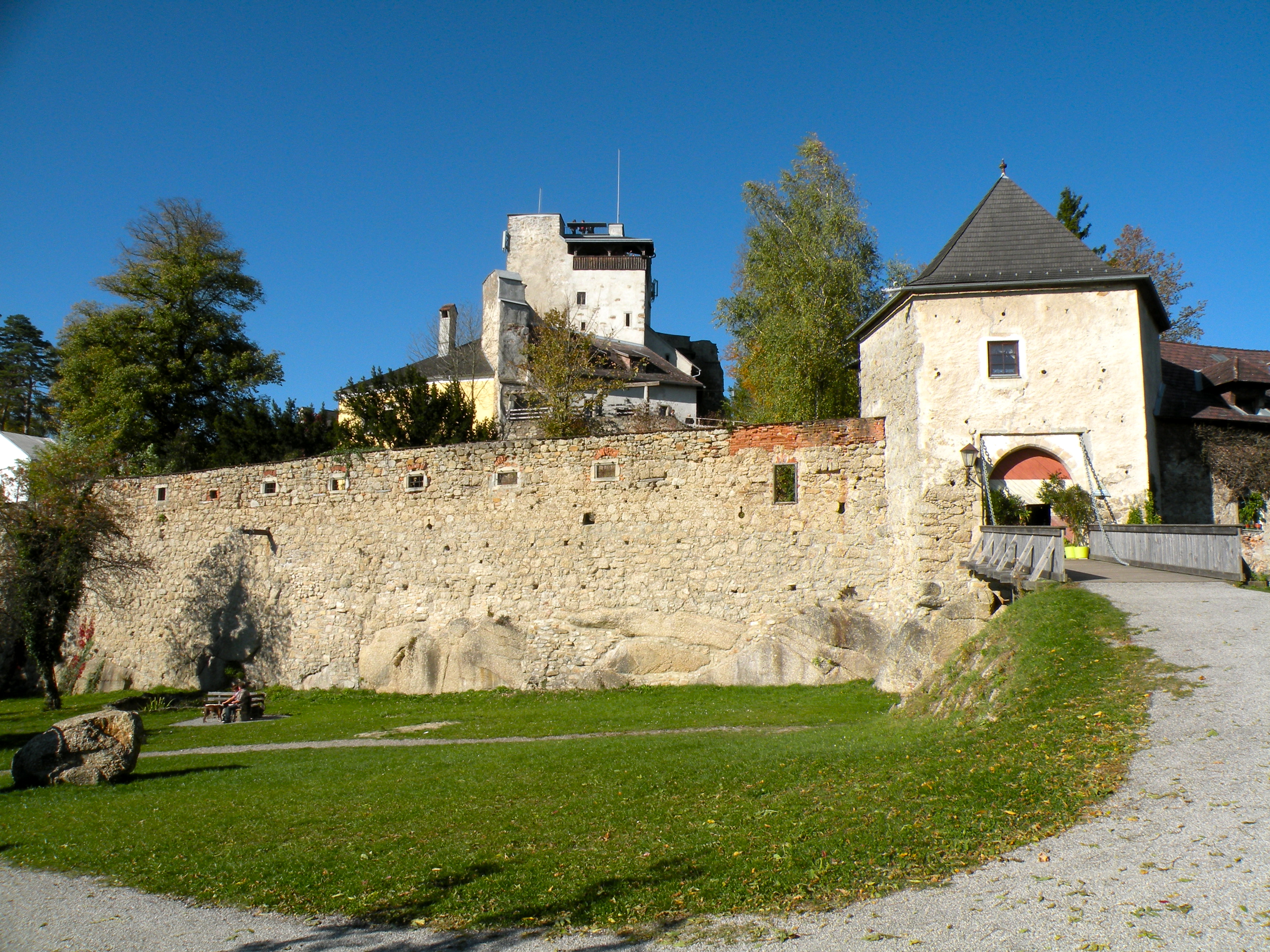
Hrad Kreuzen
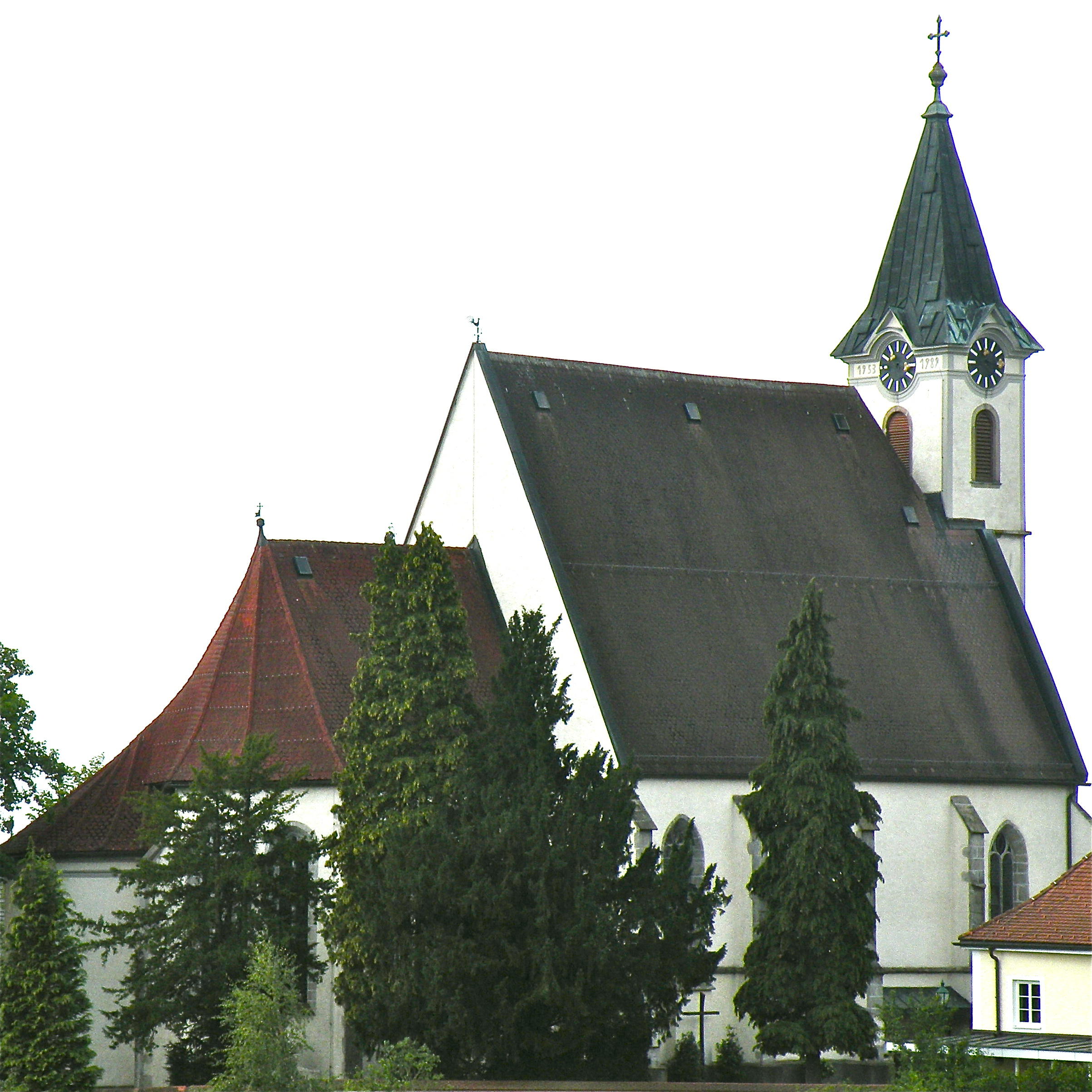
Farní kostel sv. Víta
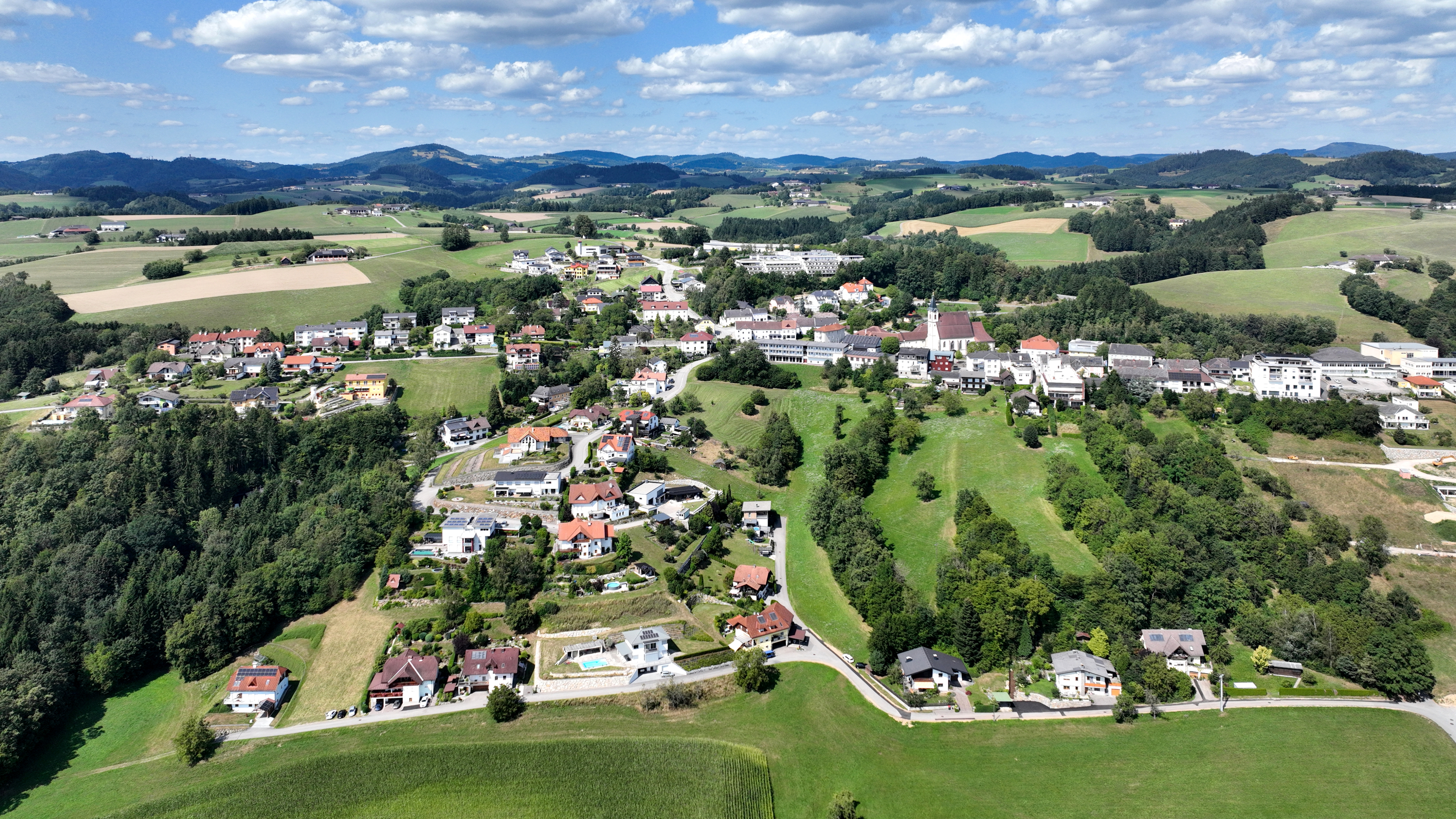
Bad Kreuzen z výšky
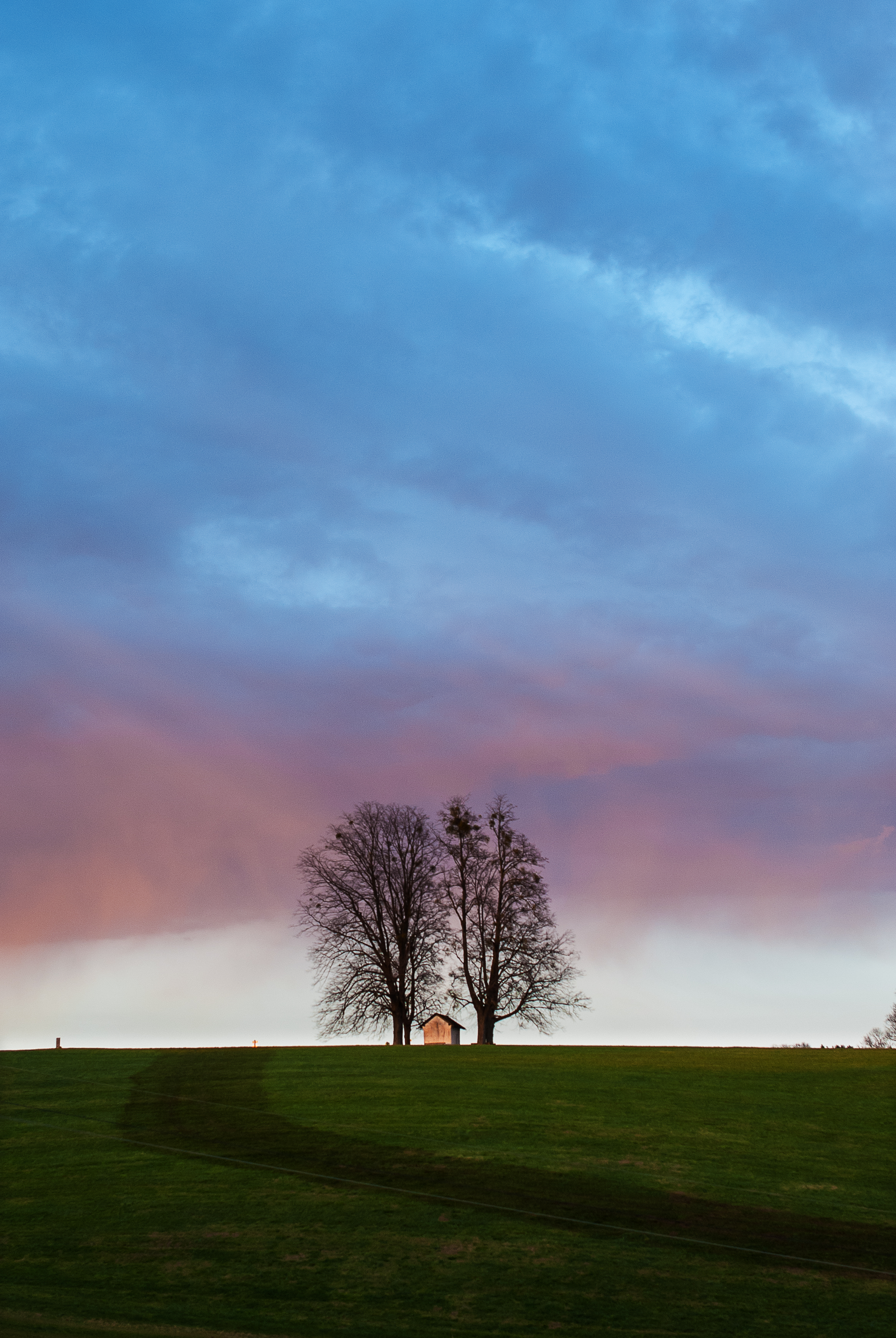
Kaple Panny Marie Pomocné u Bad Kreuzen